# ArXiv
arXiv (изговаря се „архив“, доколкото X е гръцката буква хи) е интернет архив със свободен достъп за статии от областта на физиката, математиката, компютърните науки и биологията.
Към декември 2014 г. arXiv.org съдържа повече от 1 000 000 статии, като над 8000 се добавят всеки месец.
В областта на точните науки масово е възприета практиката изпращаните за публикуване статии предварително да се депозират в arXiv. Така значителна част от съвременната научна продукция става достъпна, а авторите запазват правата си, предоставяйки на архива неизключително разпореждане с тях. Публикуването им другаде обикновено се отбелязва с добавяне на съответна референция.

## История
Архивът е създаден през 1991 г. в Лосаламоската национална лаборатория и първоначално е предназначен за статии в областта на физиката, но постепенно възникват раздели, посветени и на други науки.
Старото име на домейна на архива е xxx.lanl.gov, но то по-късно е изменено поради това, че някои филтри блокират достъпа до сайта, възприемайки xxx като указание за порнографско съдържание. Въпреки това старото име на домейна продължава да се поддържа наред с основното arxiv.org. Съществуват няколко десетки негови огледални архива.
В днешно време архивът се спонсорира и обслужва от американския Корнелски университет и се смята за част от неговата библиотека.

## Функциониране
Депозирането или „качване“ на статии в arXiv е свободно, с минимални изисквания. Системата е автоматизирана, така че пращаните файлове трябва да са податливи на конвертиране във формат PDF. Няма ограничение за езика на текста, но е задължително заглавието и анотацията да са на английски. За изпращането на статия е нужна и регистрация на потребителя „автор“, при което се изисква некомерсиален имейл адрес, а от неразпознаваем автор може да бъде изискана и препоръка от друг, вече регистриран.
Доколкото библиотеката се определя като архив, оттеглянето на депозирани статии не е възможно, а се допуска единствено добавянето на нови версии. Модераторите на сайта могат да променят тематичната област, което се използва за преместване на прекалено нестандартни работи.